# Дионисий Фракийский
Дионисий Фракийский (Фракиец, др.-греч. Διονύσιος ὁ Θρᾷξ; 170 до н. э. — 90 до н. э.) — античный грамматик, видный представитель александрийской грамматической школы.
Время жизни точно не известно; традиционная датировка указывает даты ок. 170 — ок. 90 до н. э., однако некоторые исследователи относят его деятельность к более позднему времени, вплоть до II века н. э.; по мнению П. Метьюза, традиционная датировка времени жизни Фракийца верна, но его грамматика дошла до нас лишь в переработанном (несколько веков спустя) виде. О жизни Дионисия Фракийского известно лишь то, что он жил (возможно, и родился) в Александрии, а около 144 до н. э., после изгнания оттуда его учителя, Аристарха Самофракийского, последовал за ним на Родос, где предположительно и умер. Прозвище Фракиец и дошедшее до нас имя его отца заставляет предполагать фракийское происхождение учёного.
Дионисий известен как автор греческой грамматики «Τέχνη Γραμματική» («Искусство Грамматики»), оказавшейся одной из немногих сохранившихся грамматик александрийской школы. Грамматика эта на протяжении почти полутора тысячелетий — вплоть до эпохи Возрождения — оказывала сильное влияние на развитие европейской лингвистической традиции. В частности, в грамматике Дионисия были определены некоторые базовые лингвистические понятия (грамматика, пунктуация, слог, тон, слово), а также предложена и поныне используемая для описания европейских языков система частей речи, позаимствованная Фракийцем у Аристарха и слегка модифицированная. Дионисий Фракийский определяет грамматику в начале своего учебника «Τέχνη Γραμματική» как «общее использование практических знаний авторов прозы и поэтики». Таким образом Дионисий, как современный александрийский учёный, который редактировал аттические и гомеровские тексты, облегчал обучение классической греческой литературы аудитории, которая говорила на греческом койне.

### Тексты
- «Искусство грамматики» в Викитеке Архивная копия от 16 марта 2010 на Wayback Machine

### Переводы
- Отрывки в русском переводе. // Античные теории языка и стиля. М.-Л., 1936. (вперемежку с отрывками из других авторов)
  - переизд.: СПб.: Алетейя, 1996. С. 111—144

### Схолии
- Схолии к Дионисию Фракийскому (издание 1901 года)

### Исследования
- Адонц Н. Дионисий Фракийский и армянские толкователи. (Серия «Собрание древне-армянских и древне-грузинских текстов, издаваемых Имп. АН». IV) Пг., 1915. CXCIII, 307 стр.